# Скиаппакассе, Николас
Никола́с Хавье́р Скиаппака́ссе Оли́ва (исп. Nicolás Javier Schiappacasse Oliva; родился 12 января 1999 года, Монтевидео, Уругвай) — уругвайский футболист, нападающий клуба «Сассуоло».

## Клубная карьера
Скиаппакассе — воспитанник клуба «Ривер Плейт» из своего родного города. 19 апреля 2015 года в матче против «Хувентуд Лас-Пьедрас» он дебютировал в уругвайской Примере, в возрасте 16 лет, став одним из самых молодых дебютантов клуба. 23 мая в поединке против «Эль Танке Сислей» Николас забил свой первый гол за «Ривер Плейт». В 2016 году Скиаппакассе перешёл в испанский «Атлетико Мадрид», где для получения игровой практики сначала выступал за команду дублёров, а в 2018 году на правах аренды в «Райо Махадаонда».
В начале 2019 года Скиаппакассе был отдан в аренду в итальянскую «Парму». 24 февраля в матче против «Наполи» он дебютировал в итальянской Серии A.

## Международная карьера
В начале 2015 года Скиаппакассе в составе юношеской сборной Уругвая принял участие в юношеском чемпионате Южной Америки в Парагвае. На турнире он сыграл в матчах против команд Боливия, Чили, Колумбии, Бразилии, Парагвая и дважды против Аргентины и Эквадора. В поединке против чилийцев Николас забил гол.
В 2017 года Скиаппакассе в составе молодёжной сборной Уругвая выиграл молодёжный чемпионат Южной Америки в Эквадоре. На турнире он сыграл в матчах против команд Перу, Колумбии, Бразилии, Эквадора а также дважды Венесуэлы и Аргентины. В поединках против аргентинцев, перуанцев и колумбийцев Николас забил три гола.
В том же году Скиаппакассе принял участие в молодёжном чемпионате мира в Южной Корее. На турнире он сыграл в матчах против команд Италии, Японии, ЮАР, Саудовской Аравии, Португалии и Венесуэлы. В поединке против японцев Николас забил гол.
В 2019 году Скиаппакассе в составе молодёжной сборной Уругвая принял участие в молодёжном чемпионате Южной Америки в Чили. На турнире он сыграл в матчах против команд Перу, Парагвая, Венесуэлы, Бразилии, Колумбии, а также дважды Эквадора и Аргентины. В поединках против бразильцев, эквадорцев, аргентинцев и парагвайцев Николас забил по голу.

## Достижения
Международные
 Уругвай (до 20)
- Чемпионат Южной Америки по футболу среди молодёжных команд — 2017
- Чемпионат Южной Америки среди молодёжных команд — 2019